# Cratere Trouvelot (Luna)
Trouvelot è un cratere lunare di 8,5 km situato nella parte nord-orientale della faccia visibile della Luna.
Il cratere è dedicato all'astronomo francese Étienne Léopold Trouvelot.